# Sepiella mangkangunga
Sepiella mangkangunga is een soort in de taxonomische klasse van de inktvissen. De inktvis komt uit het geslacht Sepiella en behoort tot de familie Sepiidae. Sepiella mangkangunga werd in 1998 beschreven door Reid en Lu.
De inktvis komt voor in de wateren rond Noord-Australië. Hij is in staat om van kleur te veranderen. Hij beweegt zich voort door water in zijn mantel te pompen en het er via de sifon weer krachtig uit te persen. De inktvis is een carnivoor en zijn voedsel bestaat voornamelijk uit vis, krabben, kreeften en weekdieren die ze met de zuignappen op hun grijparmen vangen.